# Ramón J. Sender
Ramón José Sender Garcés (Chalamera, 3 de febrero de 1901-San Diego, 16 de enero de 1982) fue un escritor y periodista español. Entre sus novelas se encuentran títulos como Imán, Míster Witt en el cantón (Premio nacional de literatura en 1935), Réquiem por un campesino español y Crónica del alba. Participó en la guerra civil desde el bando republicano; su primera esposa Amparo Barayón y su hermano Manuel Sender fueron fusilados por las fuerzas sublevadas, en Zamora y Huesca, respectivamente. A su término partió al exilio, estableciéndose en México y, desde 1942, en Estados Unidos.

## Biografía
Hijo de padres de clase media (su madre era maestra y su padre secretario de ayuntamiento), pasó su infancia en los pueblos aragoneses de Chalamera, Alcolea de Cinca y Tauste, donde su padre trabajaba. Ramón nunca consiguió sintonizar con la actitud autoritaria de su padre, como cuenta en sus memorias noveladas Crónica del alba. A los diez años (1911) comenzó el bachillerato como alumno libre; el capellán del convento de Santa Clara de Tauste, mosén Joaquín, dirigió sus estudios, de los cuales se examinó en un Instituto de Zaragoza. Más tarde, su padre lo envió al internado de alumnos de los frailes de San Pedro Apóstol de Reus. La familia se trasladó a Zaragoza y allí cursó quinto y sexto de bachiller, pero al estallar los desórdenes estudiantiles se le echaron injustamente las culpas y le suspendieron todas las asignaturas, de forma que tuvo que acabar los estudios en Alcañiz (Teruel); allí se mantuvo trabajando como mancebo de botica, porque se había enemistado con su padre.
Acabado el bachillerato, en 1918 (con diecisiete años) se trasladó a Madrid, solo y sin dinero, de forma que tuvo que dormir al raso en un banco del Retiro durante tres meses, lavándose en las fuentes y duchándose en las duchas del Ateneo, adonde iba diariamente a leer y escribir. Se inició en la literatura a esa edad, elaborando artículos y cuentos que publicaba bajo seudónimo en El Imparcial, El País, España Nueva y La Tribuna, en el que apareció su primer trabajo, el cuento Las brujas del compromiso. Para completar tan menudos ingresos, empezó a trabajar de nuevo como mancebo de botica. Por entonces se matriculó en Filosofía y Letras en Madrid, pero no pudo sostener esa rutina y disciplina y abandonó los estudios para formarse por su cuenta leyendo vorazmente en las bibliotecas y comprando libros cuando podía; compartió esa vocación de escritor con su vocación política y las actividades revolucionarias con grupos de obreros anarquistas.
Pero su padre José Sender fue a Madrid y sacó de esa vida a su precoz hijo obligándole legalmente a volver a casa, ya que era menor de edad. En Huesca se consagró entonces a la dirección de un diario, La Tierra, que formaba parte de la Asociación de Labradores y Ganaderos del Alto Aragón; no tenía edad para dirigirlo, así que la dirección nominal la desempeñaba un abogado amigo suyo. 

##### Guerra del Rif

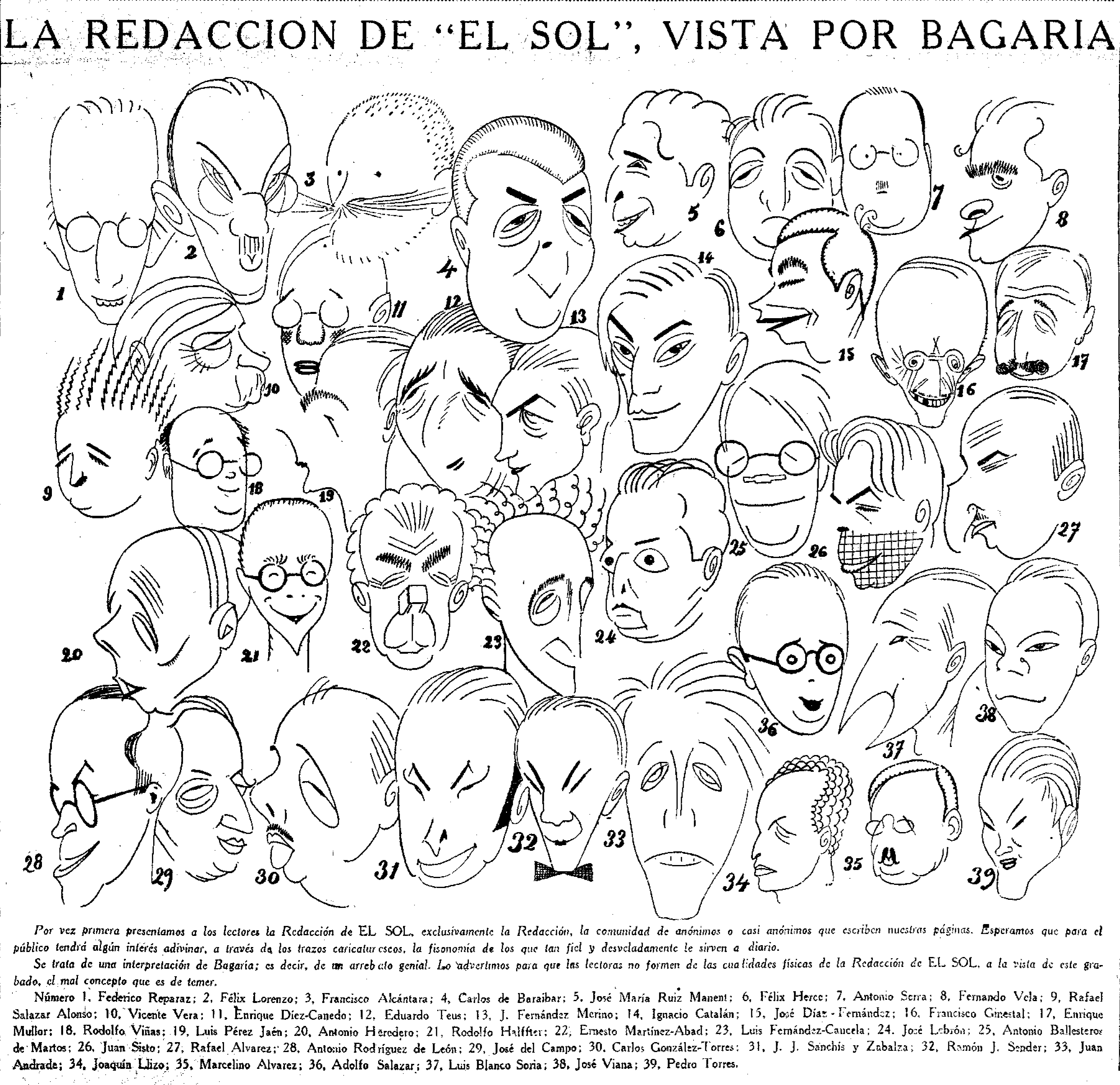
Redacción de El Sol, vista por Bagaría. En la parte inferior, identificado con el número 32, aparece caricaturizado Ramón J. Sender

Al cumplir los veintiún años (1922) tuvo que ingresar en el ejército, donde pasó de soldado a cabo, de cabo a sargento, de sargento a suboficial y de suboficial a alférez de complemento en la guerra del Rif entre 1922 y 1924. Al regresar de Marruecos libre ya del servicio militar, ingresó en la redacción del prestigioso diario El Sol como redactor y corrector desde 1924 a 1930. Colaboró además en La Libertad y en el periódico libertario Solidaridad Obrera (de la Confederación Nacional del Trabajo) mientras militaba en el anarquismo, de forma que fue a parar a la Cárcel Modelo de Madrid en 1927 a los veintiséis años por sus actividades contra la dictadura de Primo de Rivera. En estas fechas era ya un periodista muy cotizado, y su novela Imán (1930), basada en la guerra de Marruecos, se había traducido a varias lenguas. La obtención del Premio Nacional de Literatura en 1935 por Míster Witt en el cantón supuso su consagración literaria.

##### Segunda República
Cofundador el 11 de febrero de 1933 de la Asociación de Amigos de la Unión Soviética, junto a otros intelectuales como Jacinto Benavente, Pío Baroja, Manuel Machado o Federico García Lorca y políticos como el radical socialista Félix Gordón Ordás. Eran tiempos en que la derecha política sostenía un tono condenatorio en relación con los relatos sobre las conquistas y los problemas del socialismo en la Unión Soviética.
En 1934 se adhirió, junto a intelectuales y políticos como José Giral, al conocido “Manifiesto a la opinión”, donde condenaba la reimplantación de la pena de muerte en España.
En 1935 publicó durante los meses de agosto, septiembre y octubre una revista llamada Tensor de información literaria y de orientación comunista.

##### Guerra Civil
La Guerra Civil lo sorprendió veraneando con su mujer, Amparo Barayón, y sus dos hijos, Ramón de dos años y Andrea de seis meses, en San Rafael, pueblo segoviano en la sierra de Guadarrama. Al ocupar los insurgentes esta zona, decidieron separarse: su mujer e hijos fueron a Zamora con la familia de ella y él atravesó arriesgadamente el frente y se incorporó como soldado a una columna republicana que llegaba de Madrid a la sierra de Guadarrama. En el mes de octubre fusilaron a su mujer en Zamora, siendo él suboficial de infantería según consta en la Gaceta de Madrid, aunque Sender no tuvo noticia de ello hasta dos meses después, en diciembre de 1936. Poco después mantuvo una relación con Elizabeth Sauzon, con quien tuvo un hijo en 1937 —ella aseguraba que llegaron a contraer matrimonio a finales de 1936— y a la que terminó abandonando. Su hermano Manuel Sender había sido fusilado el 13 de agosto de 1936 en Huesca por los sublevados.
Al quedar sus hijos desamparados en zona franquista, ya en 1937, pasó a Francia y los recuperó en Bayona por medio de la Cruz Roja Internacional. Allí los dejó al amparo de dos muchachas aragonesas y marchó a Barcelona, pidiendo que le enviaran al frente de Aragón, en el río Segre, con las tropas anarquistas de la Confederación Nacional del Trabajo (CNT), pero los comunistas se hallaban peleados con los sindicalistas y desconfiaban de Sender, de forma que no se lo permitieron. 
Según Líster el origen de esta desconfianza habría tenido lugar el 29 de octubre de 1936. Enrique Líster recuerda que Sender era su jefe de Estado Mayor de la 1.ª Brigada Mixta en el frente de Villaverde. En el momento de mayor intensidad del ataque enemigo Líster estuvo a punto de quedar cercado y Ramón J. Sender, dando el combate por perdido, habría abandonado su puesto e ido a su piso en el centro de Madrid a descansar tranquilamente. Al día siguiente se habría presentado en el cuartel del Quinto Regimiento en la calle Francos Rodríguez con una segunda estrella de coronel que le habría otorgado Líster antes de morir. Pero Líster no había muerto y habría dejado en evidencia esta treta con la que Sender buscaría lograr un ascenso inmerecido. La generosidad de Líster le habría evitado un Consejo de Guerra y la cobardía se habría saldado con un descenso en el escalafón militar.
Sin embargo, para la hispanista Donatella Pini Moro la narración anterior es un montaje. Su prueba principal es que dos meses después del supuesto incidente, el 31 de diciembre de 1936, el Boletín de la Primera Brigada Mixta glosó elogiosamente a Sender en su primera página. El motivo para dicho montaje, posterior al 31 de diciembre de 1936, habría sido la negativa de Sender a seguir fielmente las directrices propagandísticas comunistas.
En cualquier caso, cuando Sender tuvo conocimiento de la muerte de Amparo se apartó del ejército, marchó a Barcelona y desde allí consiguió viajar a Francia y estar dos meses con sus hijos. El gobierno republicano lo envió a Estados Unidos a dar una serie de conferencias en universidades y otros centros para presentar la causa de la República. Luego se le encargó la fundación en París de una revista de propaganda de guerra titulada La Voz de Madrid y ya no regresó. Estuvo viviendo en Orsay, cerca de París, de los derechos de autor que tenía depositados en el extranjero y aunque ofreció varias veces sus servicios a los comunistas, estos ya no contaron con él;[cita requerida] solo cuando Barcelona cayó en poder de Franco decidió exiliarse en México.

### Exilio
Tras pasar por un campo de concentración, llegó en 1939 a Nueva York y confió sus hijos al matrimonio West; él marchó solo a México, donde fundó y dirigió Ediciones Quetzal. En esta editorial publicó varias novelas suyas. En 1942 volvió a Estados Unidos con una beca Guggenheim. Primero estuvo en Santa Fe (Nuevo México) y colaboró en un proyecto de investigación hispano-interamericana de la Universidad de Nuevo México en Las Vegas. El 12 de agosto de 1943 se casó de nuevo, esta vez con Florence Hall, una empleada del despacho de Asuntos Interamericanos del Departamento de Estado de los EE. UU. en Washington y tuvo otros dos hijos, pero las constantes infidelidades por su parte motivaron la disolución del matrimonio. Ese mismo año lo nombraron miembro correspondiente de la Hispanic Society of America. Durante el curso académico 1943-1944 dio clases en las universidades de Denver, Colorado, y Harvard, y en el de 1944-1945 enseñó literatura española en el Amherst College de Massachusetts. Los dos años siguientes los pasó en Nueva York con sus hijos. En 1946 se naturalizó estadounidense y en septiembre de 1947 tomó posesión de la cátedra de Literatura Española de la Universidad de Nuevo México en Albuquerque, que desempeñó dieciséis años seguidos y donde tuvo como alumna a la escritora Lucia Berlin. También impartió cursos de verano en otras universidades (Ohio en 1951, Puerto Rico en 1961 y 1962, Washington en 1967 y Míchigan en 1968). En septiembre de 1963 se divorció de Florence Hall y se fue de Albuquerque, pero volvió a la enseñanza en la Universidad de California del Sur en San Diego entre 1965 y 1971. Ya en 1968 hace su primera visita a España que luego repite; pero en 1981 aún sigue en San Diego.
Durante su estancia en Estados Unidos padeció entre 1950 y 1954 la caza de brujas con la que el senador ultraderechista Joseph McCarthy quiso «limpiar de rojos» el país. Ramón J. Sender se vio forzado a firmar un furibundo manifiesto anticomunista para no perder su empleo en la Universidad de San Diego.
Sobre esta última época de su vida es reveladora la activa correspondencia que intercambió con la escritora Carmen Laforet, a quien conoció cuando ella viajó a los Estados Unidos en 1965.
En esta etapa su producción literaria aumentó considerablemente. Convertido en apolítico para no ser depurado por McCarthy (dirá a Laforet «solo guardo rencor a ese césar pequeñito»),  le concedieron el Premio Planeta por En la vida de Ignacio Morell (1969) (Franco había decretado ese año una amnistía para todos los crímenes cometidos en la Guerra Civil). En mayo de 1974, una vez que se levantó la prohibición a sus obras, volvió a España y declaró su intención de volver de nuevo para fijar ya su residencia en su país natal. En 1980 solicitó desde San Diego recuperar la nacionalidad española y renunciar a la nacionalidad estadounidense. Murió dos años después en Estados Unidos, el 16 de enero de 1982.

## Obra e ideología
Sus primeras novelas sostienen ideologías revolucionarias y constituyen reportajes del agitado medio social: Imán (1930), novela sobre la guerra de Marruecos; Orden público, novela de la cárcel (1932); Siete domingos rojos, basada en la historia del movimiento anarquista español (1932); Viaje a la aldea del crimen (1935) sobre la represión gubernamental contra los jornaleros libertarios de Casas Viejas y Míster Witt en el cantón (1935), sobre el movimiento cantonalista de Cartagena acaudillado por Roque Barcia, por la que recibió el Premio Nacional de Literatura. De este primera etapa de su obra también es El verbo se hizo sexo: Santa Teresa de Jesús (1931), una biografía novelada sobre la santa abulense donde expone sus ideas políticas y critica abiertamente la narrativa de la Hispanidad. Un primer ciclo, previo a la guerra civil española, donde Sender se muestra como un escritor combativo que goza de una posición reconocida como articulista, cuentista y redactor.  
Florentino Pérez Embid, director general de Información (encargado de la censura) del Ministerio de Información y Turismo franquista, muestra una semblanza ideológica de Sender en 1956, desde el lado censor: 
Ramón Sender, a quien he conocido en persona, era un comunista fino, procedente del izquierdismo pequeño burgués, es decir del sector masonería-vegetarianismo-fraternidad. Por los años de la República tuvo bastante difusión una novela suya que se llamaba “Siete domingos rojos” o algo así. Tuvo bastante popularidad entre el sector “chíbiri” y hoy está olvidado casi por completo.

### Reseña de algunas obras
Al tema de la guerra civil dedicó obras como: Contraataque (1938), El rey y la reina (1947), Los cinco libros de Ariadna (1957) y Réquiem por un campesino español (primero impreso como Mosén Millán en 1953, y luego con el título definitivo en 1960), así como las últimas tres novelas de su enealogía Crónica del alba (1942-1966), que es también y en conjunto una novela autobiográfica y bildungsroman o novela de aprendizaje que describe la infancia, adolescencia y compromiso político de un muchacho que posee el nombre de José Garcés (el nombre completo de Ramón J. Sender era Ramón José Sender Garcés). Los nueve libros se agrupan en tres tomos de tres novelas cortas cada uno: 
- 1.  Crónica del alba, Hipógrifo violento, La Quinta Julieta
- 2:  El mancebo y los héroes, La onza de oro, Los niveles del existir
- 3:  Los términos del presagio, La orilla donde los locos sonríen, La vida comienza ahora

El tomo I de la genealogía comienza con la novela homónima Crónica del alba. El primer tomo comprende la infancia del protagonista, José Garcés, en un pueblo aragonés de la España de la preguerra, donde conoce al gran amor de su vida, Valentina, amor que estorban como pueden los padres de ella, de estrechos criterios burgueses, pero que el chaval encuentra la manera de proseguir por medio de palomas mensajeras y mensajes de banderas. El autor se acerca a veces al realismo mágico al describir una excursión al castillo de Sancho Abarca. La publicación del tomo I fue rechazada el 5 de mayo de 1956 por la censura franquista, a instancias del director general, Florentino Pérez Embid, a pesar de la previa aprobación del lector censor. En el segundo libro el chico se encuentra interno en un colegio de jesuitas, donde traba amistad con el «hermano lego», un hombre cordial que cultiva cierta vanidad en su pasatiempo preferido, la escultura. Ahora el punto de vista es el de un adolescente enamorado. Pepe se encuentra con la religión y descubre lo importante que es. Después regresa a casa de sus padres en Zaragoza; empieza a trabajar como mancebo de botica y, a pesar de seguir enamorado de Valentina, tiene una relación con una chica proletaria; descubre las injusticias sociales y el sindicalismo. Más tarde se verá envuelto en la Guerra Civil.[cita requerida]
La obra ha sido llevada al cine y a la televisión. También posee contenidos autobiográficos Monte Odina (1981). 
Luego se orientó hacia la novela histórica y el autobiografismo. Fuera de las ya mencionadas obras sobre la Guerra Civil, unas veces cultivó los temas americanos, como en Epitalamio del prieto Trinidad (1942) y otras la novela histórica, como en La aventura equinoccial de Lope de Aguirre (1964), Bizancio (1958), sobre la expedición de los almogávares mercenarios de Roger de Flor al Imperio bizantino de Andrónico II Paleólogo en plena Edad Media, Carolus Rex (1963), sobre el reinado de Carlos II de España, o El bandido adolescente (1965), sobre la historia del forajido Billy el Niño y su capturador, Pat Garrett. El Mechudo y la llorona (1977). 
Otras de sus obras son: El verdugo afable (1952), En la vida de Ignacio Morell, por el que ganó el Premio Planeta en 1969 —y que no se considera entre sus mejores obras— y La tesis de Nancy (1969), novela humorística cuya comicidad deriva del contraste entre la mentalidad y costumbres estadounidenses y la mentalidad y costumbres castizas españolas, y que, dado su éxito, el autor decidió continuar con Nancy, doctora en gitanería (1974) y Nancy y el Bato loco (1974). También cultivó el relato corto, que reunió en las colecciones Mexicayotl (1940), La llave (1960), Novelas ejemplares de Cíbola (1961), Cabrerizas Altas (1966), Las gallinas de Cervantes y otras narraciones parabólicas (1967), El extraño señor Photynos y otras narraciones americanas (1968), Novelas del otro jueves (1969) y Relatos fronterizos (1970). En 2023, amarillo editora publicó su novela Nocturno de los 14, tras décadas descatalogada.

## Obras

### Narrativa

#### Años 1930
- Imán (1930)
- El verbo se hizo sexo: Teresa de Jesús (1931)
- O.P. (Orden Público) (1931)
- Siete domingos rojos (1932)
- Viaje a la aldea del crimen (1934)
- La noche de las cien cabezas (1934)
- Míster Witt en el cantón (1935)
- Proverbio de la muerte (1939). En 1947 se editó modificada bajo el título de La Esfera. En 1969 apareció la edición definitiva de La Esfera
- Contraataque (1938)
- El lugar de un hombre (1939), revisada en 1958

#### Años 1940
- Mexicayotl (1940)
- El viento de la Moncloa (1940)
- Crónica del alba (1942-1966)
  - I - Crónica del alba. Hipógrifo violento. La «Quinta Julieta».
  - II - El mancebo y los héroes. La onza de oro. Los niveles del existir.
  - III - Los términos del presagio. La orilla donde los locos sonríen. La vida comienza ahora.
- Epitalamio del prieto Trinidad (1942)
- La Esfera (1947)
- El rey y la reina (1948)

#### Años 1950
- El verdugo afable (1952)
- Mosén Millán (1953) (Después renombrada como Réquiem por un campesino español en 1960)
- Bizancio (1956)
- Los cinco libros de Ariadna (1957)
- Los laureles de Anselmo (1958)
- Emen Hetan (1958)

#### Años 1960
- La llave (1960)
- Novelas ejemplares de Cíbola (1961)
- La luna de los perros (1962)
- Carolus Rex (1963)
- Los tontos de la Concepción (1963)
- Jubileo en el Zócalo (1964)
- La aventura equinoccial de Lope de Aguirre (1964)
- El bandido adolescente (1965)
- Cabrerizas Altas (1965)
- Las gallinas de Cervantes y otras narraciones parabólicas (1967)
- Tres novelas teresianas (1967)
- Las criaturas saturnianas (1968)
- El extraño señor Photynos y otras narraciones americanas (1968)
- Novelas del otro jueves (1969)
- La tesis de Nancy (1962),[17] a la que siguieron:
  - Nancy, doctora en gitanería (1974)
  - Nancy y el Bato loco (1974)
  - Gloria y vejamen de Nancy (1977)
  - Epílogo a Nancy: bajo el signo de Taurus, (1979)
- Nocturno de los catorce (1969)
- En la vida de Ignacio Morell (1969)

#### Años 1970
- Relatos fronterizos (1970)
- Zu, el ángel anfibio (1970)
- La Antesala (1971)
- Tanit (1972)
- El fugitivo (1972)
- Túpac Amaru (1973)
- Una Virgen llama a tu puerta (1973)
- Cronus y la señora con rabo (1974)
- Las tres Sorores (1974)
- La mesa de las tres moiras (1974)
- La Efemérides (1976)
- Arlene y la gaya ciencia (1976)
- El pez de oro (1976)
- El alarido de Yaurí (1977)
- El Mechudo y la llorona (1977)
- Adela y yo (1978)
- El superviviente (1978)
- Solanar y lucernario aragoneses (1978)
- La mirada inmóvil (1979)
- Por qué se suicidan las ballenas (1979)

#### Años 1980
- Ramú y los animales propicios (1980)
- La muñeca en la vitrina (1980)
- Monte Odina (1980)
- El zodiacal en el parque (1980)
- Una hoguera en la noche (1980)
- La Cisterna de Chichen Itzá (1981)
- Chandrío en la Plaza de las Cortes (1981)
- Orestíada de los pingüinos (1981)
- El oso malayo (1981)
- El crimen de las tres efes (1981)
- El jinete y la yegua nocturna (1982)

#### Obras póstumas
- Álbum de radiografías secretas (1982)
- Hughes y el once negro  (1984)
- Toque de queda (1985)

### Ensayo
- El problema religioso en México; católicos y cristianos (1928)
- América antes de Colón (1930)
- Teatro de masas (1932)
- Proclamación de la sonrisa (1934)
- Madrid-Moscú, narraciones de viaje (1934)
- Carta de Moscú sobre el amor (1934)
- Unamuno, Valle Inclán, Baroja y Santayana (1955)
- Examen de ingenios. Los noventayochos (1961)
- Valle Inclán y la dificultad de la tragedia (1965)
- Ensayos sobre el infringimiento cristiano (1967)
- Tres ejemplos de amor y una teoría (1969)

### Teatro
- La llave («teatro de guerra o de urgencia»).
- El secreto («teatro de guerra o de urgencia»).
- La fotografía («teatro de guerra o de urgencia»).
- La casa de Lot («teatro de guerra o de urgencia»).
- Hernán Cortés (1940).
- El Diantre, tragicomedia para el cine según un cuento de Andreiev (1958).
- Los antofogastas, Donde crece la marihuana (1967).
- Don Juan en la mancebía, drama litúrgico en cuatro actos (1968).
- Donde crece la marihuana.
- Los laureles de Anselmo (1958) «novela escénica».
- Jubileo en el zócalo (1966) «novela escénica».

### Lírica
- Las imágenes migratorias (1960)
- Libro armilar de poesía y memorias bisiestas (1973)